# Black (festival)
Black, eerder bekend als Sensation Black, was een jaarlijks Nederlands dancefeest. Dj's draaiden 'donkerdere' dance-muziek zoals hardstyle draaien en van iedere editie bracht Sensation twee dubbel-cd's en twee singles uit die de anthems worden genoemd.
Het werd van 2002 van 2008 gehouden in de Amsterdam ArenA en daarna tot 2012 in de Ethias Arena in het Belgische Hasselt. In 2007 was er een extra editie in het Sportpaleis in Antwerpen.

## Sensation Black en Black
Zwarte kleding was verplicht. De muziek bouwde zich van rustig naar hard op, meestal in de volgorde Hardtrance, Jumpstyle/Techno, megamix, Hardstyle, Early Hardcore en dan Hardcore. Het event vond elk jaar plaats in het tweede weekeinde van juli, een week later dan Sensation. Organisator ID&T was vanaf 2006 bezig om van het Sensation-concept een wereldtournee te laten maken; voor de duidelijkheid werd de naam van Sensation Black in 2007 vervangen door Black.

### Vechtpartij 2006
Op Sensation Black 2006 trad de band van Rob Gee op. Hier bleken de bezoekers niet enthousiast voor en rond 2:15 liep het uit de hand. Een van de feestgangers beklom het podium en gaf Rob Gee een klap tegen zijn hoofd. De overige bandleden besprongen de jongen en sloegen en schopten hem meermalen op het hoofd. Gee hield er geen verwondingen aan over en reageerde gelaten op het incident: 'Die jongen stormde het podium op en viel me aan. Ik moest meteen aan de moord op mijn vriend en voormalig Pantera-gitarist Darrell Abbott denken. Die werd op het podium neergeschoten door een bezoeker van een concert.'
Voor de mishandeling door de bandleden betaalde ID&T een boete van 2500 euro.

## Programma

### Sensation Black
| Datum         | Plaats en land                | Programma |
| ------------- | ----------------------------- | --- |
| 13 juli 2002  | Amsterdam ArenA, Nederland    | Chris Liebing, Dana, Mauro Picotto, Marcel Woods, Marco V, Michel de Hey, Le Blanc |
| 12 juli 2003  | Amsterdam ArenA, Nederland    | Luna, Kai Tracid, Darkraver, Benny Rodrigues, Michel de Hey, Takkyu Ishino, Dana, Quintin |
| 10 juli 2004  | Amsterdam ArenA, Nederland    | Marcel Woods, Yoji Biomehanika, Promo, Pavo, Darkraver, Luna |
| 9 juli 2005   | Amsterdam ArenA, Nederland    | (Mainstage): Yves deRuyter, Tom Harding, Yoji Biomehanika, Outblast, Dana, Luna, Deepack, The Prophet (RAW): Buzz Fuzz, Dano, Darkraver (Black Box): Natarcia, Marcello, Angelo, Isis, Dmitri (Dark): Carlos Valdes, Monica Elektronica, Mason, Jaimie Fanatic, Montana                            |
| 8 juli 2006   | Amsterdam ArenA, Nederland    | (Mainstage): The Prophet, DJ Zany, Technoboy, Kai Tracid, Kurtis Blow (live), Rob Gee, Darkraver, Showtek, Catscan (black deluxe): 2000 and one, Dave Ellesmere, David Labeij, Lauhaus, Michelle Stars, Shinedoe, Darko Esser, Dmitri, Jesse Voorn, Nuno dos Santos, Martine, Neal Evans, Technick |
| 30 maart 2007 | Sportpaleis Antwerpen, België | Technoboy, Showtek, Yves DeRuyter, Greg C, Ghost, Ruthless, The Prophet, Darkraver, Coone, Outblast, DJ Zany, Ruffian (MC) |

### Black
| Datum         | Plaats en land             | Programma |
| ------------- | -------------------------- | --- |
| 14 juli 2007  | Amsterdam ArenA, Nederland | (Mainstage): Outblast, Scot Project, Promo, Vince, Black Identity (live), Luna, Dana, DJ Zany, Angerfist (live), Ruffian (MC) (VIP deluxe); Bobby V, Charly, Jesselyn, Jochen Miller, Joop!, Ton T.B., Jowan, Darkraver, Deaz D, Dr. Rude, Norman, Playboyz, Gizmo, Francois                                              |
| 12 juli 2008  | Amsterdam ArenA, Nederland | Technoboy, Headhunterz, Donkey Rollers (live), Fausto, Evil Activities, Black in Time, Black Identity, Showtek feat. MC DV8 (live), The Prophet, Noize Suppressor (live), Marcel Woods, Ruffian (MC) |
| 21 maart 2009 | Ethias Arena, België       | Ruthless, Coone vs Deepack, Headhunterz, D-Block & S-te-Fan, Black Identity (live), Zany & DV8, Black in Time, Tommyknocker, Nosferatu vs Endymion |
| 20 maart 2010 | Ethias Arena, België       | Ruthless vs Psyko Punkz, Coone vs Deepack, D-Block & S-te-Fan, Technoboy, Headhunterz, Noisecontrollers (Live), Donkey Rollers (Live), Black Heroes (Stunned Guys, Mad Dog, The Playah, Neophyte, Tommyknocker, Panic, Evil Activities & Art Of Fighters), Noize Suppressor (Live)                                        |
| 23 april 2011 | Ethias Arena, België       | Fenix, Coone, The Prophet, Brennan Heart (live), Headhunterz & Wildstylez, Frontliner & Ran-D, TNT aka Technoboy & Tuneboy, Tatanka & Zatox, Noisecontrollers (live), Black Overdose, Avio (live), Neophyte, Evil Activities, Tha Playah, Kasparov, Endymion, Nosferatu, Ruffneck, Ophidian, Angerfist (live), MC Villian |
| 21 april 2012 | Ethias Arena, België       | Scope DJ, Da Tweekaz, Psyko Punkz & Zatox, Noisecontrollers & Wildstylez, The Prophet & MC Da Syndrome, Headhunterz, Black Overdose, B-Front & Zany, Coone, Adaro & Alpha Twinz & Ran-D , Evil Activities (live), Neophyte & Panic, Nosferatu & Partyraiser                                                               |

## Anthems
De anthems zijn:
- 2002 - The Rush - The Anthem 2002 (Lady Dana Remix)
- 2003 - Ricky Fobis - No Regular
- 2004 - DJ Luna - Mindspace
- 2005 - The Rush & Thalamus - Shock Your Senses
- 2006 - Geen anthem
- 2007 - (België) - DJ Ghost - My Sensation Is Black
- 2007 - Black Identity - Blckr Thn Blck (The Prophet Vs. JDX Remix)
- 2008 - Showtek - Black
- 2009 - Geen anthem
- 2010 - Max Enforcer Feat. The Rush - Fade To Black
- 2011 - The Prophet - Pitch Black
- 2012 - The Prophet - Reflections Of Your Darkside